# Bogei, Bihor
Bogei este un sat în comuna Tăuteu din județul Bihor, Crișana, România.

## Obiectiv memorial
Monumentul Eroilor Români din Primul și Al Doilea Război Mondial. Opera comemorativă a fost dezvelită în 1981, în memoria militarilor din satul Bogei care au murit în Primul și Al Doilea Război Mondial. Monumentul are o înălțime de 2,5 m, fiind amplasat lângă biserica din localitate și împrejmuit cu stâlpi din țeavă și lanțuri din fier forjat. 

 Acest articol despre o localitate din județul Bihor este deocamdată un ciot. Puteți ajuta Wikipedia prin completarea lui.